# Фанцаго, Козимо
 Козимо Фанзаго  (итал. Cosimo Fanzago; 12 октября 1591, Клузоне, Ломбардия — 13 февраля 1678, Неаполь) — итальянский скульптор и архитектор. Работал в Неаполе и других городах в стиле неаполитанского барокко.

## Биография
Козимо родился в семье Ашенцио Фанцаго, потомка знатной семьи Фанцаго, и Лючии Боничелли. Его дядя Пьетро был известным математиком, инженером, построил в городе «планетарные часы Клузоне» (l’orologio planetario di Clusone). Молодой Козимо изучал ремесло бронзолитейщика, каменщика и мраморщика. Учился скульптуре в Бергамо и Милане, где усвоил традиции ломбардских мастеров.
Когда в 1612 году его отец умер, он переехал в Неаполь со своим дядей по отцовской линии Помпео, познакомился с флорентийскими художниками, работавшими в Неаполитанском королевстве. Обучался скульптуре по мрамору у тосканского скульптора Анджело Ланди и вместе с Джованни Антонио Дозио работал на строительстве Чертоза-ди-Сан-Мартино. Женился на Феличии Ланди. От этого брака родились Катерина Виттория, Ашенцо, Орсола и Карло; последний стал продолжателем отцовской профессии в Испании.
В эти ранние годы Козимо Фанцаго создал надгробный памятник кардиналу Карафа в Соборе Неаполя, многие другие надгробия и портретные бюсты, в том числе для надгробия кардинала Аквавива в капелле Монте-ди-Пьета (1617—1618). Работал в аббатстве Монтекассино, в других монастырях и храмах, развивая характерный стиль неаполитанского барокко.
В 1629 году Фанцаго подписал контракт на строительство главного алтаря в церкви Сан-Николо в Лидо-ди-Венеция, а в Бергамо он предоставил проекты церквей Сант-Агата-деи-Театини и церкви Мадонны делла Неве в Рокетте. В 1630 году он стал руководителем работ в Чертоза-ди-Сан-Мартино, где ему принадлежит большая часть архитектурно-скульптурных деталей интерьеров. В эти годы по его проекту были построены церкви Вознесения в Кьяйе, Санта-Мария-деи-Монти, Сан-Джузеппе-деи-Векки и Санта-Мария-дельи-Анджели-алле-Крочи. После пожара, уничтожившего весь неф, он позаботился о барочной реконструкции церкви Сан-Джорджо-Маджоре, начатой в 1640 году и завершённой полвека спустя Арканджело Гульельмелли.
С 1628 года и в течение сорока лет Козимо Фанзаго работал по украшению Неаполитанского собора, в том числе «Капеллы сокровищ Святого Януария» (Сappella del tesoro di San Gennaro).
После революции и создания Неаполитанской республики в 1647 году Козимо Фанзаго оказался вовлечённым в политику (он спас скульптора Джулиано Финелли от смертного приговора). После восстания вице-король, герцог Аркоса, заказал ему знаменитый «Кенотаф Рынка» (Cenotafio del Mercato), памятник отмене торговых пошлин, который включал надписи, провозглашавшие права народа, и скульптурную часть, где должны были находиться статуи вице-короля, кардинала Асканио Филомарино и короля Испании Филиппа IV.
После этой работы неаполитанцы обвинили его в происпанском настроении и в 1648 году Козимо вынужден был бежать в Рим, где он оставался в течение следующих четырёх лет с краткими поездками в Неаполь. В папском городе он выполнял множество архитектурных проектов. Считается, что его конкурсный проект повлиял на архитектуру церкви Сант-Аньезе-ин-Агоне, построенной Франческо Борромини в 1653—1655 годах.
С 1667 года он находился в Авеллино. В 1669 году восстановил и расширил фонтан Беллерофонт. 13 февраля 1678 года Козимо Фанцаго скончался в возрасте 87 лет, оставив несколько незавершённых работ, которые продолжили его ближайшие сотрудники, такие как Лоренцо Ваккаро и некоторые другие. После его смерти ему была посвящена ода, а принц Спеццано дон Антонио Мускеттола посвятил ему сонет.

## Основные произведения в Неаполе
- «Гулья-ди-Сан-Дженнаро» (Обетный шпиль в честь покровителя Неаполя).
- Проекты двух «Чумных колонн» (воздвигаемых по обету в благодарность за избавления от эпидемий): на площадях дель Джезу Нуово и Сан-Доменико Маджоре.
- Постройки в Чертоза-ди-Сан-Мартино: церковь, центральный двор с порталами и бюстами картезианских святых.
- Фасады или детали фасадов церквей, капелл и общественных зданий, в том числе церкви Санта-Мария-дельи-Анджели, работы в Неаполитанском соборе, проект церкви Сан-Франческо Саверио (ныне Сан-Фердинандо).
- Капелла Какаче и капелла Святого Антония в церкви Сан-Лоренцо-Маджоре.
- Алтари в церквях Санта-Мария-ла-Нова, Санти-Северино-э-Соссио, Санта-Мария-ди-Костантинополи, Сан-Пьетро-а-Майелла и других.
- Фонтаны городских площадей, в том числе «Фонтана-дель-Гиганте» возле церкви Санта-Лючия и фонтан Себето в Мерджеллине.

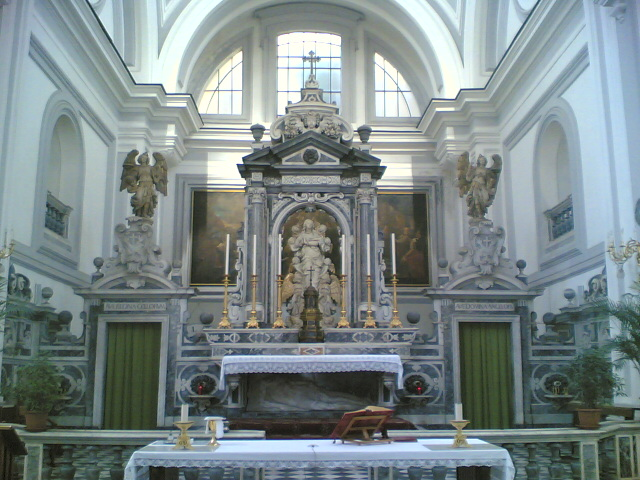
Главный алтарь церкви Санта-Мария-алле-Крочи. Неаполь
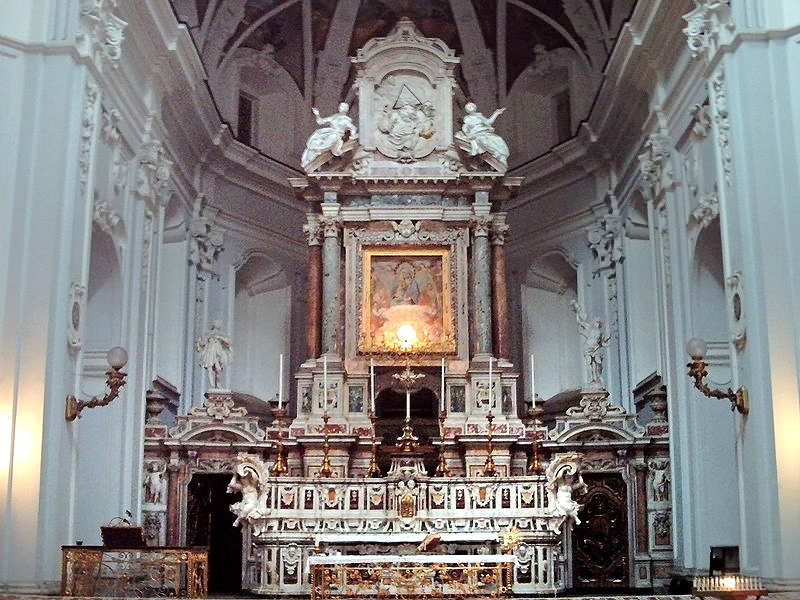
Главный алтарь церкви Санта-Мария-ди-Костантинополи. Неаполь
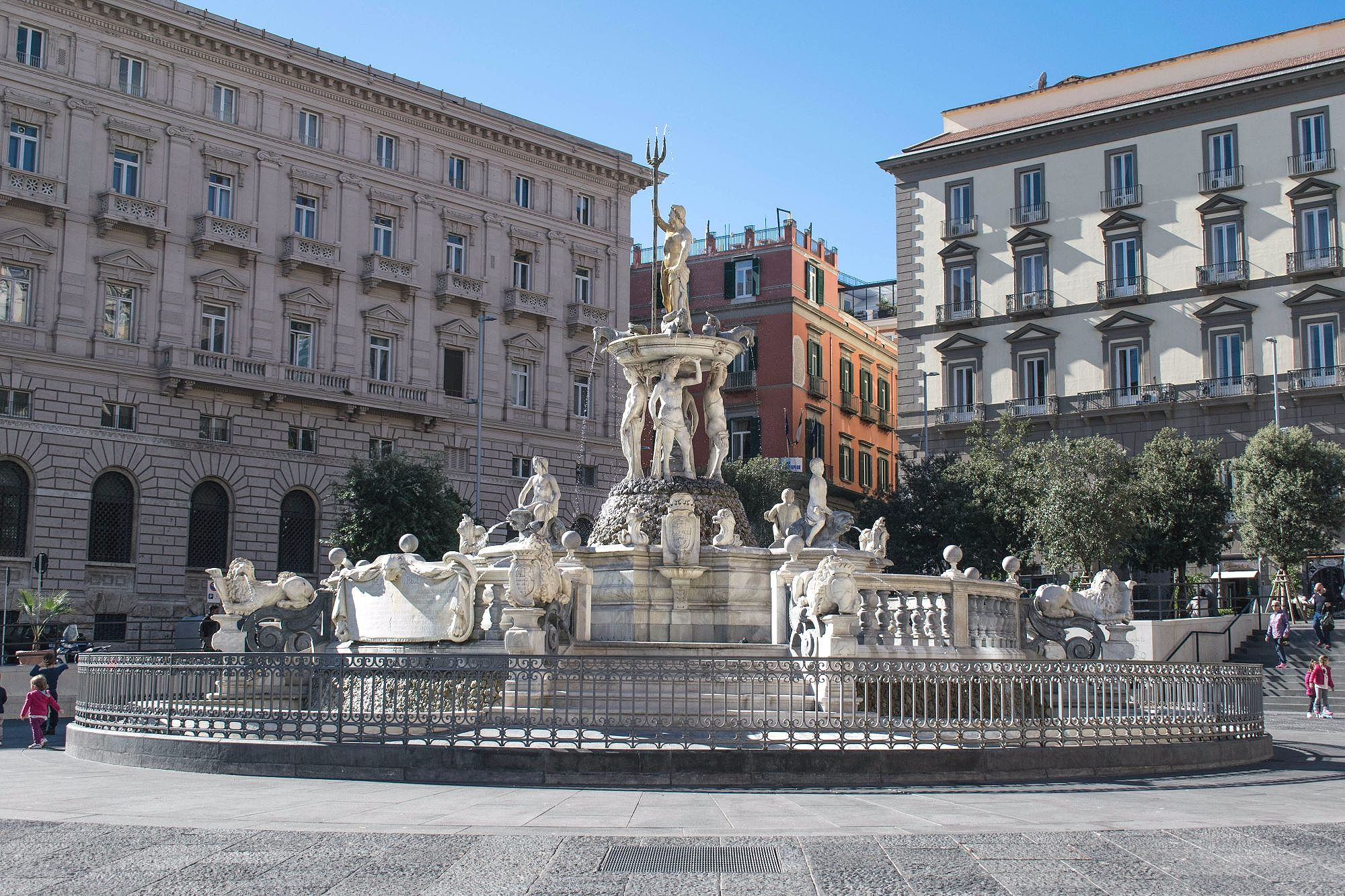
Фонтан Нептуна в Неаполе
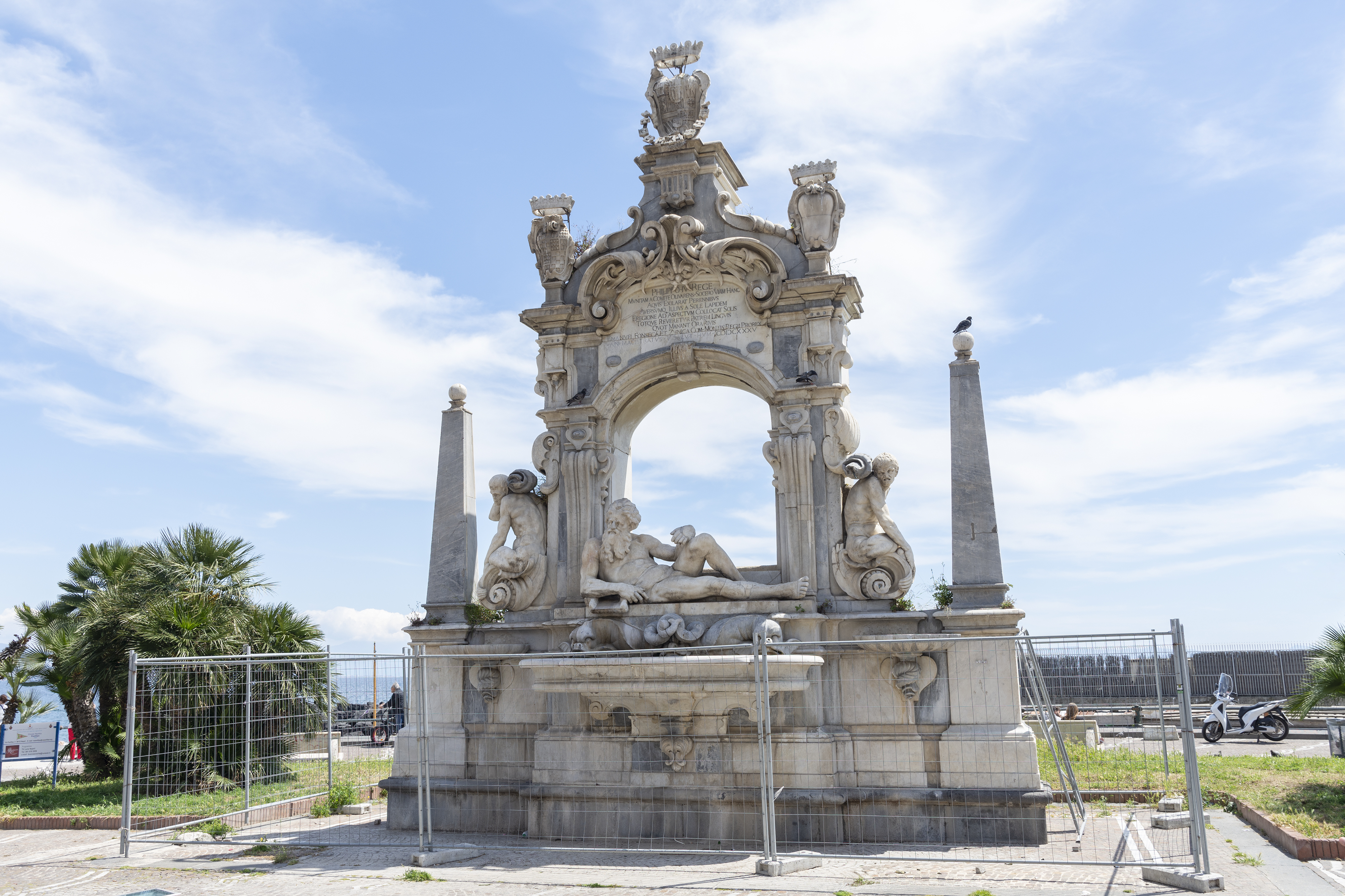
Фонтан Себето. Неаполь
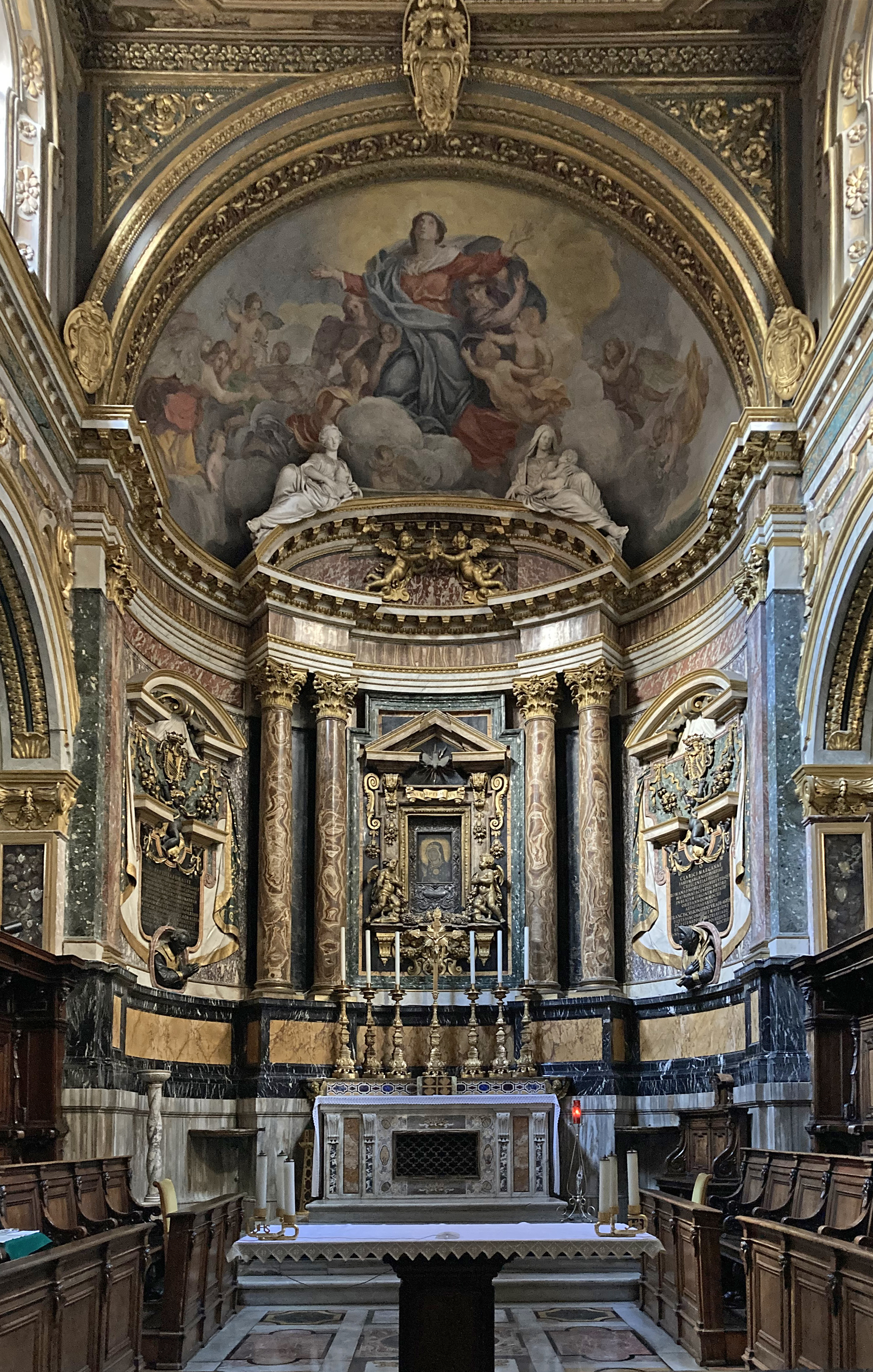
Апсида церкви Санта-Мария-ин-Виа Лата. Рим
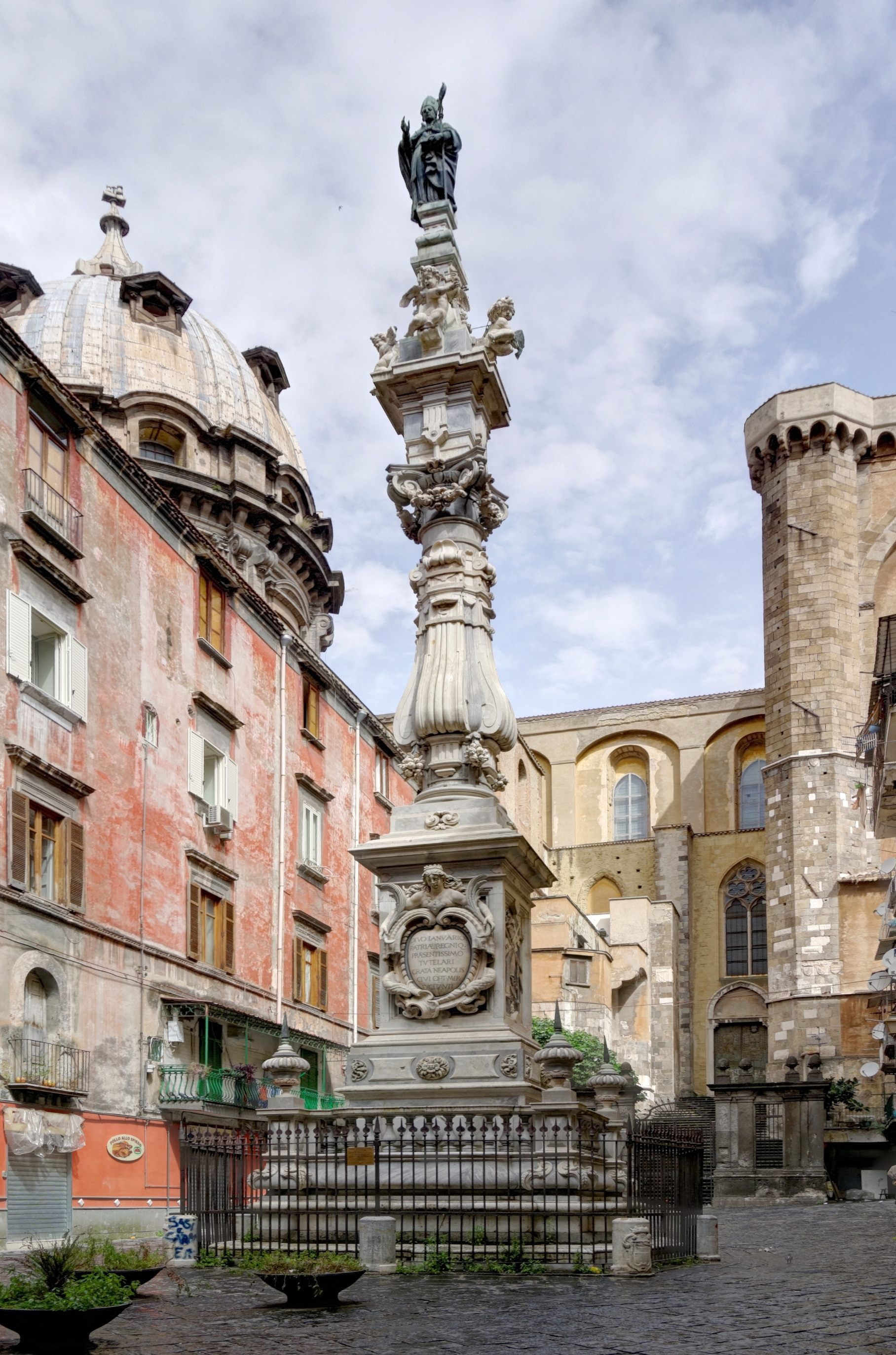
Шпиль Сан-Дженнаро. Неаполь
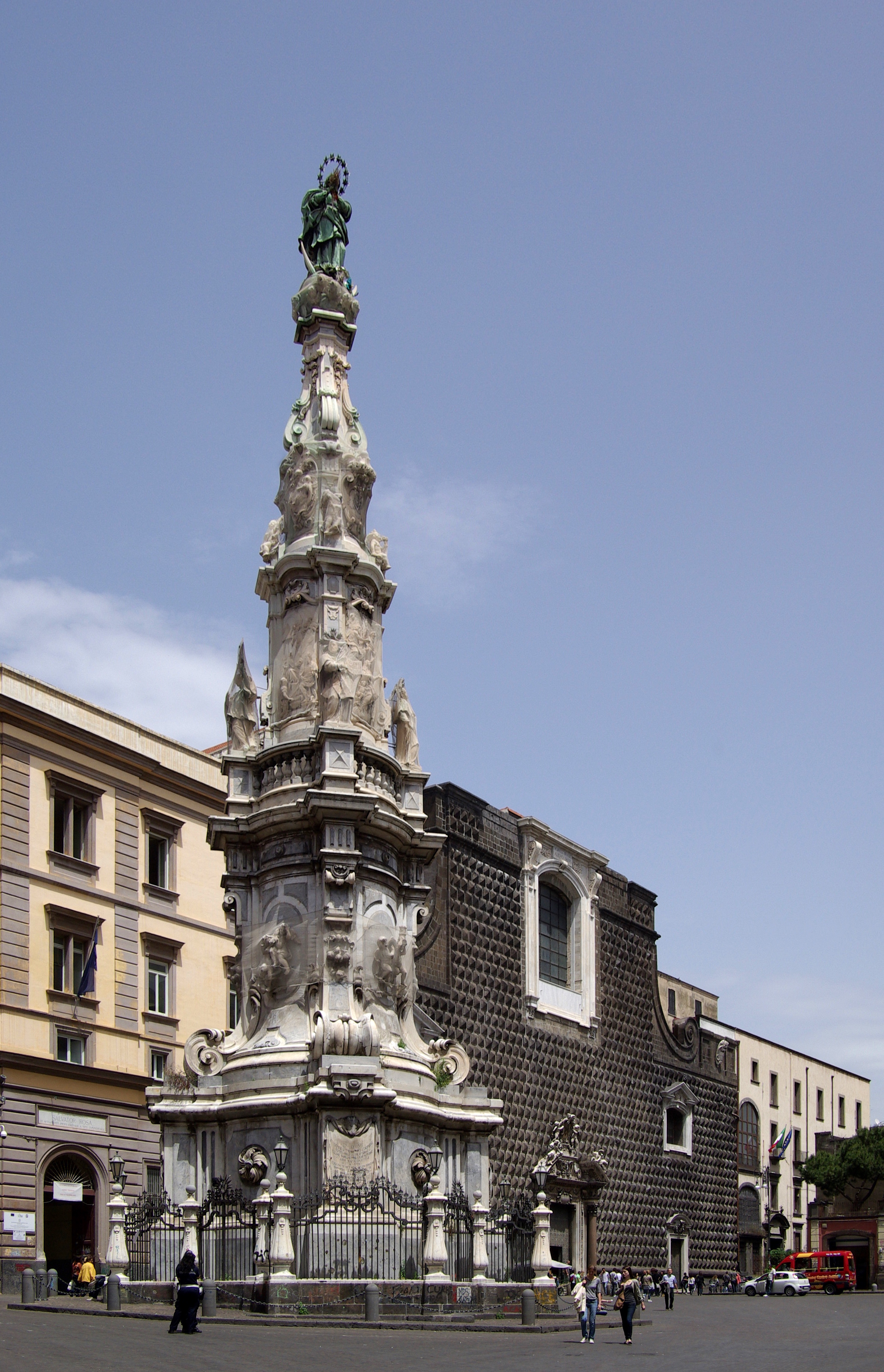
Шпиль на Пьяцца дель Джезу Нуово. Неаполь